# Sportjahr 1962
Liste der Sportjahre

◄◄ | ◄ | 1958 | 1959 | 1960 | 1961 | Sportjahr 1962 | 1963 | 1964 | 1965 | 1966 | ► | ►►

Weitere Ereignisse

## Multisportveranstaltungen
- 24. August bis 4. September: Asienspiele 1962
- British Empire and Commonwealth Games 1962

## Badminton
Höhepunkte des Badmintonjahres 1962 waren die All England, die Irish Open, die Scottish Open, die German Open, die Dutch Open und die French Open. 

### Internationale Veranstaltungen
| Veranstaltung | Herreneinzel       | Dameneinzel    | Herrendoppel                           | Damendoppel                          | Mixed                                |
| ------------- | ------------------ | -------------- | -------------------------------------- | ------------------------------------ | ------------------------------------ |
| All England   | Erland Kops        | Judy Hashman   | Finn Kobberø Jørgen Hammergaard Hansen | Judy Hashman Tonny Holst-Christensen | Finn Kobberø Ulla Rasmussen          |
| French Open   | Charoen Wattanasin | Tan Gaik Bee   | Finn Kobberø Bengt Nielsen             | Bitten Nielsen Tan Gaik Bee          | Finn Kobberø Tan Gaik Bee            |
| German Open   | Erland Kops        | Judy Hashman   | Finn Kobberø Jørgen Hammergaard Hansen | Judy Hashman Tonny Holst-Christensen | Finn Kobberø Hanne Andersen          |
| Malaysia Open | Charoen Wattanasin | Tan Gaik Bee   | Teh Kew San George Yap                 | Tan Gaik Bee Ng Mei Ling             | Teh Kew San Ng Mei Ling              |
| Swedish Open  | Erland Kops        | Ulla Rasmussen | Jørgen Hammergaard Hansen Finn Kobberø | Bente Kristiansen Aase Winther       | Finn Kobberø Anni Hammergaard Hansen |

## Fechten
- Fechtweltmeisterschaften 1962

## Fußball

Logo der Fußball-WM 1962

- 30. Mai bis 17. Juni: Fußball-Weltmeisterschaft 1962

## Leichtathletik

### Leichtathletik-Europameisterschaften
- Leichtathletik-Europameisterschaften 1962

### Leichtathletik-Weltrekorde

#### Sprint
- 14. September: Marija Itkina, Sowjetunion, läuft die 400 Meter der Damen 53,4 Sekunden.

#### Mittelstreckenlauf
- 3. Februar: Peter Snell, Neuseeland, läuft die 800 Meter der Herren in 1:44,3 Minuten.
- 3. März: Dixie Willis, Australien, läuft die 800 Meter der Damen 2:01,2 Minuten.

#### Langstreckenlauf
- 10. Mai: Pjotr Bolotnikow, Sowjetunion, läuft die 10.000 Meter der Herren in 28:18,2 Minuten.
- 27. Juni: Michel Jazy, Frankreich, läuft die 3000 Meter der Herren in 7:49,2 Minuten.

#### Hürdenlauf
- 14. März: Salvatore Morale, Italien, läuft die 400 Meter Hürden der Herren in 49,2 Sekunden.

#### Gehen
- 28. August: Marie van Tonder, Südafrika, geht im 20.000-Meter-Gehen der Damen in 1:57,4 Stunden.

#### Wurfdisziplinen
- 10. Juni: Tamara Press, Sowjetunion, stößt im Kugelstoßen der Damen 18,55 Meter.
- 18. Juni: Al Oerter, USA, erreicht im Diskuswurf der Herren 61,10 Meter.
- 18. Juni: Dallas Long, USA, erreicht im Kugelstoßen der Herren 20,08 Meter.
- 4. Juli: Wladimir Trussenjow, Sowjetunion, erreicht im Diskuswurf der Herren 61,64 Meter.
- 11. September: Hal Connolly, USA, erreicht im Hammerwurf der Herren 70,67 Meter.

#### Sprungdisziplinen
- 28. April: Dave Tork, USA, springt im Stabhochsprung der Herren 4,93 Meter.
- 10. Juni: Igor Ter-Owanesjan, Sowjetunion, springt im Weitsprung der Herren 8,31 Meter.
- 22. Juli: Waleri Brumel, Sowjetunion, erreicht im Hochsprung der Herren 2,26 Meter.
- 22. Juli: Pentti Nikula, Finnland, erreicht im Stabhochsprung der Herren 4,94 Meter.
- 10. August: Tatjana Schtschelkanowa, Sowjetunion erreicht im Weitsprung der Damen 6,53 Meter.
- 29. September: Waleri Brumel, Sowjetunion, springt im Hochsprung der Herren 2,27 Meter.

## Motorsport
- Formel-1-Weltmeisterschaft 1962
- Motorrad-Weltmeisterschaft 1962

## Radsport
- Giro d’Italia 1962
- Tour de France 1962
- Vuelta a España 1962
- Internationale Afri-Cola Deutschland-Rundfahrt 1962
- Internationale Friedensfahrt 1962
- UCI-Bahn-Weltmeisterschaften 1962
- UCI-Straßen-Weltmeisterschaften 1962
- DDR-Rundfahrt 1962

## Ringen
- Ringer-Weltmeisterschaften 1962

## Rudern
- 7. April: Cambridge besiegt Oxford im Boat Race in 19′46″.

## Schach
- Interzonenturnier Stockholm 1962
- Kandidatenturnier Curaçao 1962
- Schacholympiade 1962

## Tischtennis
- Tischtennis-Europameisterschaft 1962 31. März bis 7. April in West-Berlin
- Länderspiele Deutschlands (Freundschaftsspiele)
  - 11. Februar: London: D. – England 5:3 (Herren)
  - 22. Februar: Wuppertal: D. – Jugoslawien 5:4 (Herren)
  - 22. Februar: Wuppertal: D. – Jugoslawien 3:1 (Damen)
  - 3. September: London: D. – England 3:2 (Damen)
  - November: Fulpmes: D. – Österreich 5:2 (Herren)
  - November: Wattens: D. – Österreich 6:0 (Damen)

## Turnen
- Turn-Weltmeisterschaften 1962

## Volleyball
- Volleyball-Weltmeisterschaft der Frauen 1962
- Volleyball-Weltmeisterschaft der Männer 1962

## Wintersport
- Alpine Skiweltmeisterschaften 1962
- Biathlon-Weltmeisterschaft 1962
- Bob-Weltmeisterschaft 1962
- Eishockey-Weltmeisterschaft 1962
- Eiskunstlauf-Weltmeisterschaften 1962
- Nordische Skiweltmeisterschaften 1962
- Rennrodel-Weltmeisterschaften 1962

## Geboren

### Januar
- 02. Januar: Iván Palazzese, venezolanischer Motorradrennfahrer († 1989)
- 04. Januar: Natalja Botschina, russische Leichtathletin
- 04. Januar: Jürgen Niggemann, deutscher Fußballspieler († 2024)
- 05. Januar: Carmine Abbagnale, italienischer Ruderer
- 06. Januar: David Charlton, bahamaischer Leichtathlet
- 06. Januar: Daniel Mahrer, Schweizer Skirennläufer
- 08. Januar: Michel Ligonnet, französischer Automobilrennfahrer
- 08. Januar: Wladimir Albertowitsch Popow, russischer Ringer († 2025)

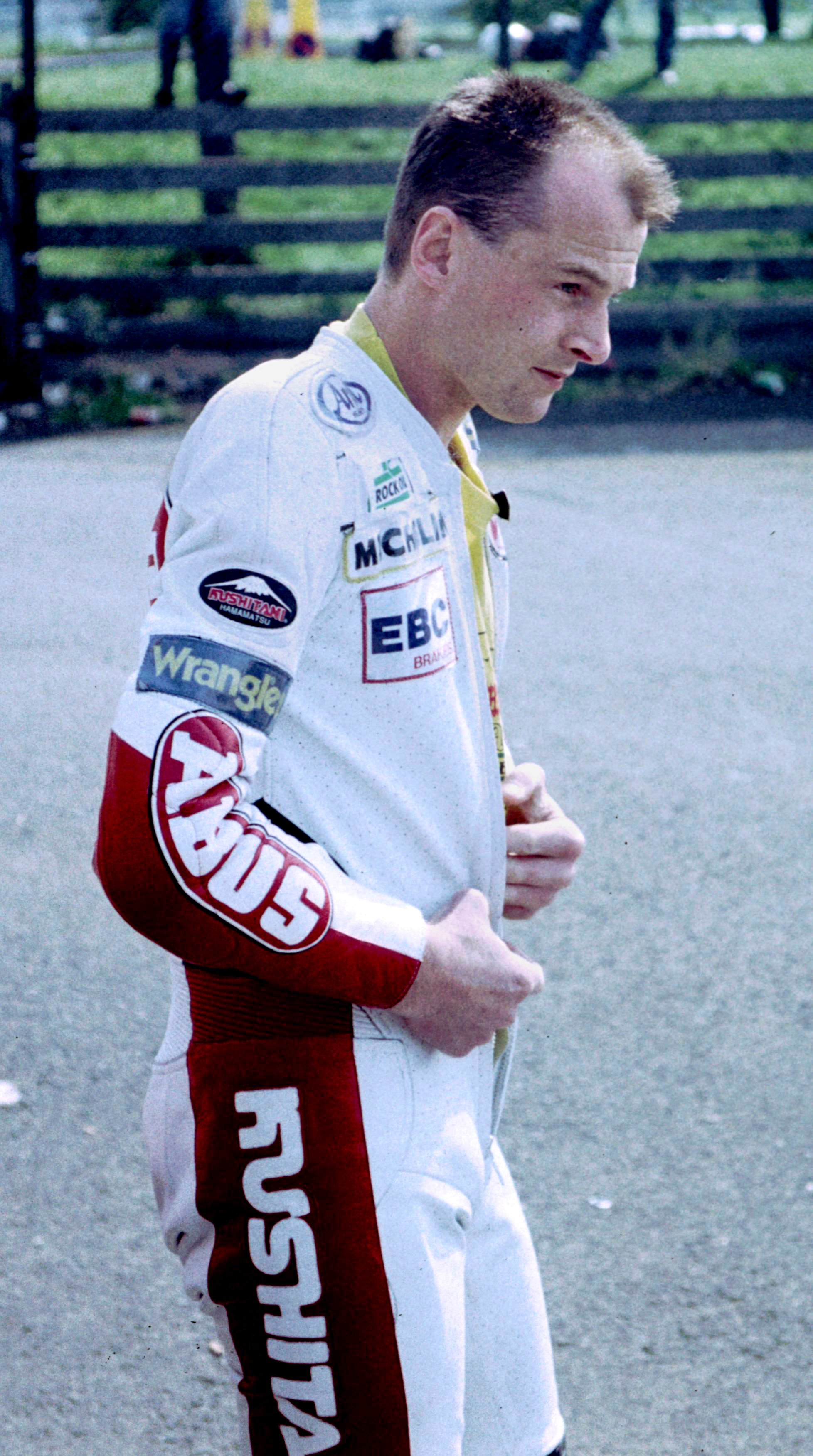
Steve Hislop

- 11. Januar: Steve Hislop, britischer Motorradrennfahrer († 2003)
- 12. Januar: Radek Drulák, tschechischer Fußballspieler
- 12. Januar: Gunde Svan, schwedischer Skilangläufer
- 16. Januar: Petra Landers, deutsche Fußballspielerin
- 20. Januar: Ann Osgerby, britische Schwimmerin
- 20. Januar: Janet Osgerby, britische Schwimmerin
- 21. Januar: Gabriele Pin, italienischer Fußballspieler und -trainer
- 24. Januar: Zoë Haas, Schweizer Skirennläuferin
- 24. Januar: Shunji Kasuya, japanischer Automobilrennfahrer
- 24. Januar: Andreas Ritter, deutscher Sportfunktionär
- 25. Januar: Chris Chelios, US-amerikanischer Eishockeyspieler
- 25. Januar: Georges Grün, belgischer Fußballspieler
- 26. Januar: Andreas Aguilar, deutscher Kunstturner
- 26. Januar: Óscar Ruggeri, argentinischer Fußballspieler
- 27. Januar: Stéphane Botteri, französischer Eishockeyspieler und -trainer
- 30. Januar: Eugen Tripolsky, ukrainischer Schachschiedsrichter und -trainer

### Februar
- 01. Februar: Manuel Amoros, französischer Fußballspieler und -trainer
- 02. Februar: Mustapha Moussa, algerischer Amateurboxer
- 02. Februar: Anne-Flore Rey, französische Skirennläuferin
- 07. Februar: Salvatore Antibo, italienischer Leichtathlet
- 07. Februar: Nicolò Napoli, italienischer Fußballspieler und -trainer
- 08. Februar: Bhushan Akut, indischer Badmintonspieler
- 08. Februar: Israil Magomedgirejewitsch Arsamakow, sowjetischer Gewichtheber
- 09. Februar: Csaba Kesjár, ungarischer Automobilrennfahrer († 1988)
- 10. Februar: Pieter Jan Leeuwerink, niederländischer Volleyballspieler († 2004)
- 11. Februar: Uwe Zimmermann, deutscher Fußballspieler
- 13. Februar: Michael Mair, italienischer Skirennfahrer
- 13. Februar: Jackie Silva, brasilianische Beachvolleyballspielerin, Weltmeisterin und Olympiasiegerin
- 15. Februar: Michael Roth, deutscher Handballspieler und -trainer
- 15. Februar: Ulrich Roth, deutscher Handballspieler
- 16. Februar: Uwe Jungandreas, deutscher Handballspieler und -trainer
- 19. Februar: Hana Mandliková, tschechische Tennisspielerin
- 21. Februar: Frank Liebert, deutscher Eishockeyspieler
- 23. Februar: Ralph Pitchford, südafrikanischer Endurosportler und Rallye-Navigator
- 24. Februar: John Bemme, deutscher Fußballspieler
- 25. Februar: Birgit Fischer, deutsche Kanutin
- 25. Februar: Pablo Ricardi, argentinischer Schachspieler
- 27. Februar: Hou Xuemei, chinesische Diskuswerferin
- 28. Februar: Angela Bailey, britische Leichtathletin

### März
- 01. März: Ni Amorim, portugiesischer Automobilrennfahrer
- 02. März: Peter Andersson, schwedischer Eishockeyspieler und -trainer
- 02. März: Dirk Aschmoneit, deutscher Triathlet
- 02. März: Gabriele Tarquini, italienischer Automobilrennfahrer

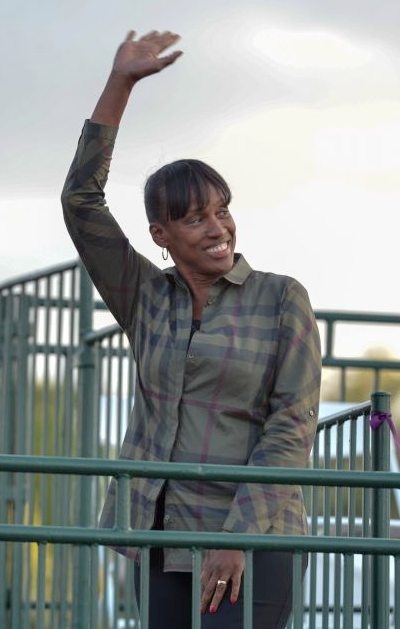
Jackie Joyner-Kersee

- 03. März: Jackie Joyner-Kersee, US-amerikanische Leichtathletin
- 06. März: Erika Hess, Schweizer Skirennläuferin
- 06. März: Stephan Schöne, deutscher Handballspieler, -trainer und -manager
- 07. März: Améleté Abalo, togoischer Fußballspieler und -trainer († 2010)
- 07. März: Anke Olschewski, deutsche Tischtennisspielerin
- 07. März: Toni Schreier, deutscher Fußballspieler
- 08. März: Richard Stanton, britischer Automobilrennfahrer
- 09. März: Jan Furtok, polnischer Fußballspieler und -trainer († 2024)
- 12. März: Andreas Köpke, deutscher Fußballspieler
- 12. März: Darryl Strawberry, US-amerikanischer Baseballspieler
- 13. März: Nicky Morris, britische Leichtathletin
- 15. März: Markus Merk, deutscher Fußballschiedsrichter
- 16. März: Lasse Larsson, schwedischer Fußballspieler († 2015)
- 17. März: Christiane Weber, deutsche Fechtsportlerin
- 18. März: Keith Millard, US-amerikanischer American-Football-Spieler
- 19. März: Adrian Bosshard, Schweizer Motorradrennfahrer und Unternehmer
- 21. März: Gilles Lalay, französischer Motorradrennfahrer
- 22. März: Juan Aguilera, spanischer Tennisspieler († 2025)
- 23. März: Stefan Kellner, deutscher Handballtorwart
- 23. März: Steven Redgrave, britischer Ruderer
- 25. März: Hans-Peter Wiegert, deutscher Karateka mehrfacher Weltmeister und Bundestrainer
- 26. März: Falko Götz, deutscher Fußballspieler und -trainer
- 26. März: John Stockton, US-amerikanischer Basketballspieler
- 27. März: Christoph Langen, deutscher Bobfahrer
- 28. März: Jure Franko, slowenischer Skirennläufer
- 31. März: Skylet Andrew, englischer Tischtennisspieler
- 31. März: Sumiko Kitada, japanische Badmintonspielerin

### April
- 03. April: Werner Rusche, deutscher Fußballspieler
- 06. April: Tomoyasu Asaoka, japanischer Fußballspieler
- 07. April: Andrew Hampsten, US-amerikanischer Radrennfahrer
- 07. April: Stefan Schneider, deutscher Radiomoderator und Stadionsprecher
- 10. April: Patrice Mourier, französischer Ringer
- 10. April: Jukka Tammi, finnischer Eishockeyspieler
- 11. April: Franz Heinzer, Schweizer Skirennläufer

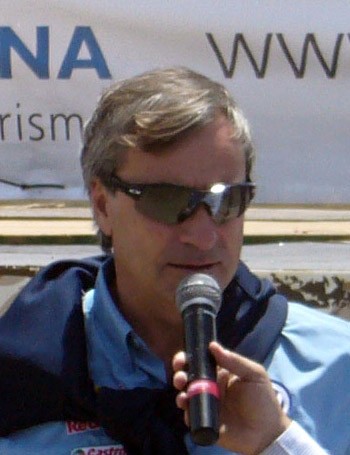
Carlos Sainz

- 12. April: Carlos Sainz, spanischer Rallyefahrer
- 13. April: Edivaldo Martins da Fonseca, brasilianischer Fußballspieler († 1993)
- 13. April: Matthias Hönerbach, deutscher Fußballspieler
- 15. April: Wally Schreiber, deutsch-kanadischer Eishockeyspieler
- 15. April: Nawal El Moutawakel, marokkanische Leichtathletin
- 17. April: Georg Böhm, deutscher Tischtennisspieler
- 17. April: Peter Lips, Schweizer Curler
- 19. April: Silvia Schmitt, deutsche Handballspielerin
- 19. April: Pål Trulsen, norwegischer Curler und Olympiasieger
- 19. April: Trine Trulsen Vågberg, norwegische Curlerin
- 19. April: Dorian Yates, britischer Bodybuilder
- 20. April: Lionel Robert, französischer Automobilrennfahrer
- 23. April: Roswitha Aschenwald, österreichische Skirennläuferin
- 24. April: Stuart Pearce, englischer Fußballspieler
- 28. April: Fritz Gerdsmeier, deutscher Ringer
- 29. April: Dieter Hegen, deutscher Eishockeyspieler und -trainer

### Mai
- 02. Mai: Jimmy White, englischer Snookerspieler
- 05. Mai: Rodica Arba-Pușcatu, rumänische Ruderin
- 05. Mai: Scott Tucker, US-amerikanischer Unternehmer und Automobilrennfahrer
- 06. Mai: Andreas Köckeritz, deutscher Handballspieler und -trainer
- 06. Mai: Mario Kummer, deutscher Radsportler
- 07. Mai: Piero Liatti, italienischer Rallyefahrer
- 08. Mai: Tatjana Alexejewna Rubzowa, russische Schachspielerin
- 08. Mai: Markku Slawyk, deutscher Hockeyspieler und -trainer
- 10. Mai: John Ngugi, kenianischer Leichtathlet
- 11. Mai: Luca Drudi, italienischer Automobilrennfahrer
- 14. Mai: Thomas Bubendorfer, österreichischer Extrembergsteiger und Autor
- 18. Mai: John Chabot, kanadischer Eishockeyspieler und -trainer
- 19. Mai: Uli Borowka, deutscher Fußballspieler
- 21. Mai: Uwe Rahn, deutscher Fußballspieler
- 22. Mai: Darcy Lima, brasilianischer Schachspieler, -funktionär, -herausgeber, und -lehrer
- 24. Mai: Massimo Mauro, italienischer Fußballspieler und Politiker
- 27. Mai: Marcelino Bernal, mexikanischer Fußballspieler und -trainer
- 31. Mai: Philippe Gache, französischer Automobilrennfahrer und Rennstallbesitzer

### Juni
- 03. Juni: Dagmar Neubauer, deutsche Leichtathletin
- 04. Juni: Krzysztof Hołowczyc, polnischer Rallyefahrer und Politiker
- 06. Juni: Carol Cady, US-amerikanische Leichtathletin
- 08. Juni: Thomas Jefferson, US-amerikanischer Leichtathlet und Olympiateilnehmer
- 08. Juni: Andreas Keim, deutscher Fußballspieler
- 09. Juni: Günther Schäfer, deutscher Fußballspieler und -trainer
- 09. Juni: Andreas Stockmann, deutscher MMA-Trainer
- 10. Juni: Brigitte Oertli, Schweizer Skirennläuferin
- 10. Juni: Ralf Schumann, deutscher Sportschütze
- 13. Juni: Davey Hamilton, US-amerikanischer Automobilrennfahrer
- 18. Juni: Matthias Höring, deutscher Tischtennisspieler
- 20. Juni: Kirk Baptiste, US-amerikanischer Leichtathlet und Olympiateilnehmer († 2022)
- 21. Juni: Chris Palmer, britischer Motorradrennfahrer
- 22. Juni: Clyde Drexler, US-amerikanischer Basketballspieler
- 26. Juni: Hubert Strolz, österreichischer Skirennläufer
- 27. Juni: Andrei Wassiljew, sowjetisch-russischer Ruderer
- 30. Juni: Anelija Nunewa, bulgarische Leichtathletin

### Juli
- 04. Juli: Claudia Zaczkiewicz, deutsche Leichtathletin
- 04. Juli: Pam Shriver, US-amerikanische Tennisspielerin
- 07. Juli: Dennis McGrane, US-amerikanischer Skispringer
- 09. Juli: Boris Rosenberg, sowjetischer Tischtennisspieler
- 10. Juli: Santiago Ostolaza, uruguayischer Fußballspieler und -trainer
- 11. Juli: Manuela Mager, deutsche Eiskunstläuferin
- 11. Juli: Hans-Marcus Elwert, deutscher Fernschachgroßmeister
- 15. Juli: Barry Trotz, kanadischer Eishockeyspieler, -trainer und -funktionär
- 16. Juli: Uwe Hohn, deutscher Leichtathlet
- 16. Juli: Natalja Lissowskaja, russische Kugelstoßerin und Olympiasiegerin
- 22. Juli: Andreas Babendererde, deutscher Fußballspieler († 2024)
- 24. Juli: Johnny O’Connell, US-amerikanischer Automobilrennfahrer
- 26. Juli: Uwe Raab, deutscher Radsportler
- 28. Juli: Torsten Gütschow, deutscher Fußballspieler
- 29. Juli: Frank Neubarth, deutscher Fußballspieler und -trainer

### August
- 01. August: Spyros Andriopoulos, griechischer Langstreckenläufer
- 03. August: Gudrun Maria Abt, deutsche Leichtathletin

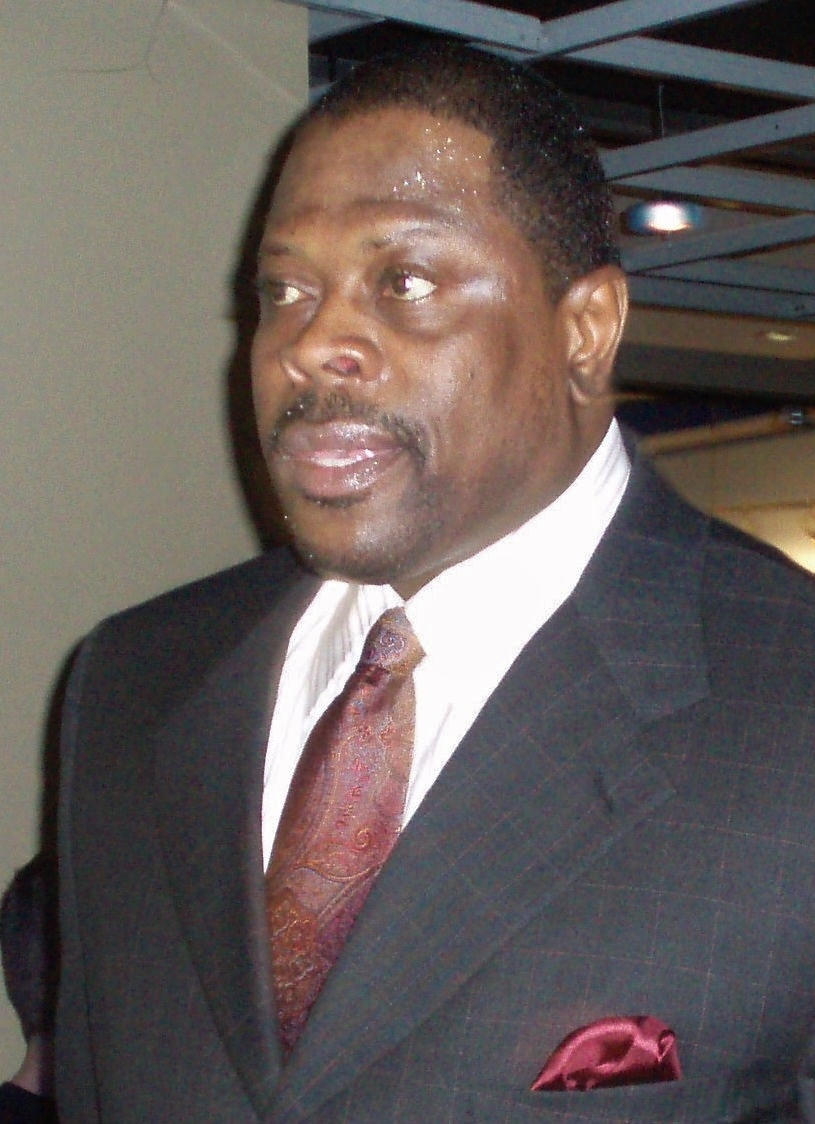
Patrick Ewing

- 05. August: Patrick Ewing, US-amerikanischer Basketballspieler
- 06. August: Steven Lee, australischer Skirennfahrer
- 07. August: Adriano Baffi, italienischer Radrennfahrer
- 08. August: Peter Zeidler, deutscher Fußballtrainer
- 09. August: Holger Anthes, deutscher Fußballspieler
- 10. August: Thomas Brunner, deutscher Fußballspieler und -trainer
- 10. August: Markus Schöffl, deutscher Tanzlehrer und Turniertänzer
- 15. August: Moreno Mannini, italienischer Fußballspieler
- 18. August: Ralf Haber, deutscher Leichtathlet
- 18. August: Sandra Farmer-Patrick, US-amerikanische Leichtathletin
- 19. August: Michelangelo Rampulla, italienischer Fußballspieler
- 25. August: Theresa Andrews, US-amerikanische Schwimmerin
- 25. August: Alexander Graf, deutscher Schachspieler usbekischer Herkunft
- 25. August: Michael Zorc, deutscher Fußballspieler
- 27. August: Adam Oates, kanadischer Eishockeyspieler
- 27. August: Uwe Weber, deutscher Endurosportler
- 29. August: Jutta Kleinschmidt, deutsche Rallyefahrerin
- 29. August: Jorge Martínez, spanischer Motorradrennfahrer
- 30. August: François Delecour, französischer Rallyefahrer

### September
- 01. September: Ruud Gullit, niederländischer Fußballspieler und -trainer
- 06. September: Holger Fach, deutscher Fußballspieler und -trainer
- 06. September: Kevin Willis, US-amerikanischer Basketballspieler
- 07. September: Graylin Warner, US-amerikanischer Basketballspieler († 2025)
- 08. September: Sergio Casal, spanischer Tennisspieler
- 15. September: Dieter Kurth, deutscher Fußballspieler
- 16. September: Erik Hajas, schwedischer Handballspieler
- 21. September: Karl Peter Åslin, schwedischer Eishockeytorwart († 2012)
- 21. September: Uli Hiemer, deutscher Eishockeyspieler
- 23. September: John Harbaugh, US-amerikanischer American-Football-Trainer
- 28. September: Stellan Brynell, schwedischer Schachspieler
- 28. September: Grant Fuhr, kanadischer Eishockeyspieler
- 28. September: Fred Merkel, US-amerikanischer Motorradrennfahrer
- 30. September: Frank Rijkaard, niederländischer Fußballspieler

### Oktober
- 01. Oktober: Nicolaas „Nico“ Claesen, belgischer Fußballspieler und -trainer
- 05. Oktober: Michael Andretti, US-amerikanischer Automobilrennfahrer
- 08. Oktober: Jörg Vaihinger, deutscher Leichtathlet
- 09. Oktober: Jorge Luis Burruchaga, argentinischer Fußballspieler und -trainer
- 13. Oktober: Jerry Rice, US-amerikanischer American-Football-Spieler
- 14. Oktober: Jaan Ehlvest, estnischer Schachspieler
- 16. Oktober: Marieta Ilcu, rumänische Weitspringerin
- 16. Oktober: Tamara McKinney, US-amerikanische Skirennläuferin

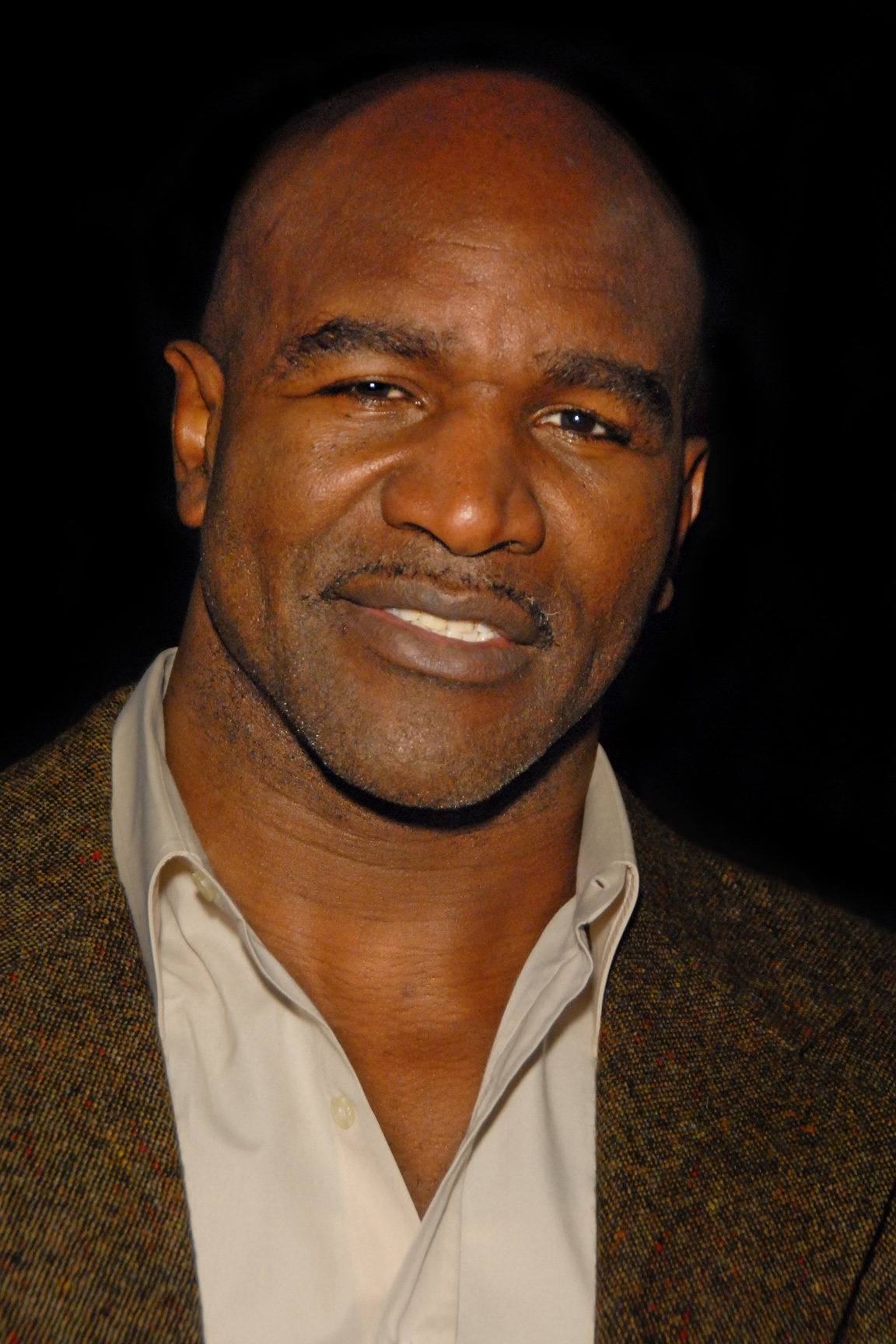
Evander Holyfield, 2011

- 19. Oktober: Evander Holyfield, US-amerikanischer Boxer
- 19. Oktober: Marek Kordowiecki, polnischer Handballspieler und -trainer
- 19. Oktober: Guido Winterberg, Schweizer Radrennfahrer
- 22. Oktober: Manuel Rodrigues, französischer Autorennfahrer
- 23. Oktober: Stefano Colantuono, italienischer Fußballspieler und -trainer
- 24. Oktober: Mark Miller, US-amerikanischer Endurosportler und Marathonrallyefahrer
- 24. Oktober: Abel Antón Rodrigo, spanischer Langstreckenläufer
- 26. Oktober: Torbjörn Blomdahl, schwedischer Karambolagespieler
- 27. Oktober: Stewart McKimmie, schottischer Fußballspieler
- 28. Oktober: Sylvia Albrecht-Heckendorf, deutsche Eisschnellläuferin

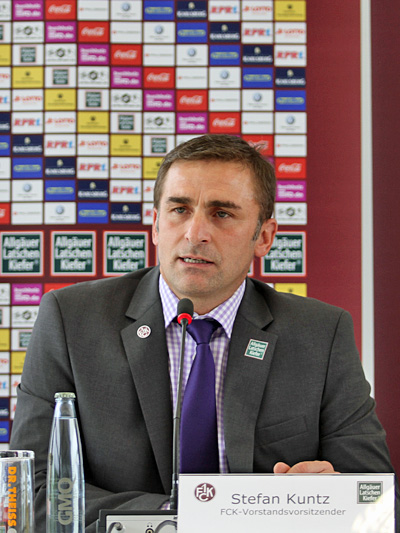
Stefan Kuntz

- 30. Oktober: Stefan Kuntz, deutscher Fußballspieler und Trainer

### November
- 01. November: Ulf Timmermann, deutscher Leichtathlet
- 07. November: Bettina Hoy, deutsche Vielseitigkeitsreiterin
- 09. November: Sergio Batista, argentinischer Fußballspieler und -trainer
- 10. November: José Andrés Anchondo García, mexikanischer Bogenschütze
- 11. November: Vlado Kasalo, kroatischer Fußballspieler
- 11. November: Lázaro Martínez, kubanischer Sprinter
- 13. November: Michael Kjeldsen, dänischer Badmintonspieler
- 13. November: Michael Timm, deutscher Boxer und Boxtrainer
- 21. November: Sabine Busch, deutsche Leichtathletin
- 26. November: László Marosi, ungarisch-deutscher Handballspieler
- 27. November: Conrad Anker, US-amerikanischer Felskletterer, Bergsteiger und Autor
- 27. November: Trevor Erhardt, kanadischer Eishockeyspieler
- 27. November: Jukka Vilander, finnischer Eishockeyspieler
- 30. November: Reza Ahadi, persischer Fußballspieler und -trainer und († 2016)

### Dezember
- 03. Dezember: Georgi Swiridenko, belarussischer Handballspieler und -trainer
- 05. Dezember: Edi Orioli, italienischer Motorradrennfahrer
- 08. Dezember: Steve Elkington, australischer Golfer
- 08. Dezember: Berry van Aerle, niederländischer Fußballspieler
- 08. Dezember: Dmitri Wassiljew, sowjetisch-russischer Biathlet und zweifacher Olympiasieger
- 09. Dezember: Alberto Volpi, italienischer Radrennfahrer und Radsporttrainer
- 11. Dezember: Denise Biellmann, Schweizer Eiskunstläuferin
- 12. Dezember: Tracy Austin, US-amerikanische Tennisspielerin
- 13. Dezember: Andreas Müller, deutscher Fußballspieler
- 16. Dezember: Charly Mottet, französischer Radrennfahrer
- 17. Dezember: Galina Maltschugina, russische Leichtathletin
- 17. Dezember: Harald Winkler, österreichischer Bobfahrer
- 19. Dezember: Markus Weise, deutscher Feldhockeytrainer
- 25. Dezember: Arnold Jonke, österreichischer Ruderer
- 29. Dezember: Wynton Rufer, neuseeländischer Fußballspieler
- 31. Dezember: Traudl Hächer, deutsche Skirennläuferin

### Tag unbekannt
- Kent Anderson, US-amerikanischer American-Football-Trainer

## Gestorben

### Januar
- 01. Januar: Henry Bucknall, britischer Ruderer (* 1885)
- 01. Januar: Mario Cavalla, italienischer Skispringer (* 1902)
- 01. Januar: Frances Rivett-Carnac, britische Seglerin (* 1874)
- 02. Januar: Gustave Klein, französischer Schwimmer (* 1901)
- 04. Januar: Amisoli Patasoni, US-amerikanischer Leichtathlet (* 1901)
- 05. Januar: Helmer Mörner, schwedischer Vielseitigkeitsreiter (* 1895)
- 05. Januar: Per Thorén, schwedischer Eiskunstläufer (* 1885)
- 08. Januar: Roger Ducret, französischer Fechter (* 1888)
- 09. Januar: Donald Lippincott, US-amerikanischer Sprinter (* 1893)
- 11. Januar: György Orth, ungarischer Fußballspieler und -trainer (* 1901)
- 20. Januar: Phyllis Satterthwaite, britische Tennisspielerin (* 1886)
- 21. Januar: Harry Dickason, britischer Turner (* 1890)
- 22. Januar: Carl-Ehrenfried Carlberg, schwedischer Turner (* 1889)
- 24. Januar: Charles Luther, schwedischer Sprinter (* 1885)
- 27. Januar: Anton Joksch, deutscher Radrennfahrer (* 1900)
- 30. Januar: Louis Raymond, südafrikanischer Tennisspieler (* 1895)
- 31. Januar: Noel Purcell, irischer Wasserball- und Rugbyspieler (* 1899)

### Februar
- 04. Februar: Arthur Austin, US-amerikanischer Wasserballspieler (* 1902)
- 09. Februar: Valdus Lund, schwedischer Fußballspieler (* 1895)
- 15. Februar: Josiah McCracken, US-amerikanischer Leichtathlet (* 1874)
- 17. Februar: Philippe Cattiau, französischer Fechter (* 1892)
- 18. Februar: Erik Granfelt, schwedischer Turner, Tauzieher und Fußballspieler (* 1883)
- 19. Februar: Roger Cuzol, französischer Leichtathlet (* 1916)
- 19. Februar: Sophus Hansen, dänischer Fußballspieler und -schiedsrichter (* 1889)
- 20. Februar: Folke Johnson, schwedischer Segler (* 1887)
- 22. Februar: Edelweiss Rodriguez, italienischer Boxer (* 1911)
- 26. Februar: Giovanni Bonati, italienischer Turner (* 1889)
- 000Februar: Erich Federschmidt, US-amerikanischer Ruderer (* 1895)

### März
- 03. März: James Reilly, US-amerikanischer Schwimmer (* 1890)
- 05. März: Libero Liberati, italienischer Motorradrennfahrer (* 1926)
- 09. März: Mario Balleri, italienischer Ruderer (* 1902)
- 10. März: Christopher Chavasse, britischer Leichtathlet (* 1884)
- 14. März: Ernest Henley, britischer Sprinter und Mittelstreckenläufer (* 1889)
- 16. März: Aatos Jaskari, finnischer Ringer (* 1904)
- 25. März: Joop Carp, niederländischer Segler (* 1897)
- 25. März: Antonín Novotný, tschechoslowakischer Wasserballspieler, -trainer und -funktionär (* 1900)
- 28. März: David Wijnveldt, niederländischer Fußballspieler (* 1891)

### April
- 03. April: Hugo Rüster, deutscher Ruderer (* 1872)
- 04. April: Klaus Suomela, finnischer Turner (* 1888)
- 05. April: Boo Kullberg, schwedischer Turner (* 1889)
- 08. April: Émile Lacharnay, französischer Automobilrennfahrer (* 1888)
- 08. April: René Rottenfluc, französischer Ringer (* 1900)
- 09. April: Kaspar Hassel, norwegischer Segler (* 1877)
- 11. April: Sven Landberg, schwedischer Turner (* 1888)
- 11. April: George Poage, US-amerikanischer Leichtathlet (* 1880)
- 12. April: Nils Erik Hellsten, schwedischer Fechter (* 1886)
- 13. April: Erhard Mayke, deutscher Eisschnellläufer (* 1896)
- 13. April: Renzo Morigi, italienischer Sportschütze (* 1895)
- 17. April: Walter Feyerabend, deutscher Reiter (* 1891)
- 18. April: Jules Lecoutre, französischer Turner (* 1878)
- 26. April: Paul Hauenschild, deutscher Fußballfunktionär (* 1882)
- 30. April: Thomas Lieb, US-amerikanischer Leichtathlet und Footballtrainer (* 1899)

### Mai
- 01. Mai: Hans Lem, norwegischer Turner (* 1888)
- 08. Mai: Guglielmo Bossi, italienischer Radrennfahrer (* 1901)
- 09. Mai: Addin Tyldesley, britischer Schwimmer und Wasserballspieler (* 1878)
- 10. Mai: Louis Gazaigne, französischer Schwimmer (* 1880)
- 17. Mai: Harold Muller, US-amerikanischer Leichtathlet und American-Football-Spieler (* 1901)
- 20. Mai: Alessandro Pirzio Biroli, italienischer Fechter (* 1877)
- 21. Mai: Pietro Bianchi, italienischer Gewichtheber (* 1895)
- 26. Mai: Charles Day, US-amerikanischer Ruderer (* 1912)
- 30. Mai: Vivian Lockett, britischer Polospieler (* 1880)
- 31. Mai: Erik von Holst, deutschbaltischer Regattasegler (* 1894)

### Juni
- 01. Juni: Leslie Gagne, kanadischer Skispringer (* 1908)
- 04. Juni: Gunnar Jamvold, norwegischer Segler (* 1896)
- 06. Juni: Tom Phillis, australischer Motorradrennfahrer (* 1931)
- 06. Juni: John Rimmer, britischer Leichtathlet und zweifacher Olympiasieger (* 1878)
- 07. Juni: Henri Weewauters, belgischer Regattasegler (* 1875)
- 12. Juni: Hermann Stork, deutscher Wasserspringer (* 1911)
- 14. Juni: Otto Bülte, deutscher Fußballspieler (* 1886)
- 19. Juni: Arvor Hansen, dänischer Turner (* 1886)
- 24. Juni: Carl Schutte, US-amerikanischer Radrennfahrer (* 1887)
- 25. Juni: Vittorio Belmondo, italienischer Unternehmer, Industrieller und Automobilrennfahrer (* 1912)
- 26. Juni: Émile Wegelin, französischer Ruderer (* 1875)
- 27. Juni: Willy Walb, deutscher Ingenieur, Automobilrennfahrer und Rennleiter (* 1890)
- 30. Juni: James Greene, US-amerikanischer Schwimmer (* 1876)

### Juli
- 04. Juli: Adalbert Friedrich, deutscher Fußballspieler (* 1884)
- 04. Juli: Carl Hellström, schwedischer Segler (* 1864)
- 05. Juli: Halvor Birch, dänischer Turner (* 1885)
- 10. Juli: Tommy Milton, US-amerikanischer Automobilrennfahrer (* 1893)
- 10. Juli: Alberts Rumba, lettischer Eisschnellläufer und Sportfunktionär (* 1892)
- 21. Juli: André Roosevelt, französischer Rugbyspieler (* 1879)
- 26. Juli: Gladys Daniell, britische Degenfechterin (* 1884)
- 29. Juli: Margareta Cederschiöld, schwedische Tennisspielerin (* 1879)
- 30. Juli: William Robbins, US-amerikanischer Sprinter (* 1885)

### August
- 02. August: Johannes van Hoolwerff, niederländischer Segler (* 1878)
- 03. August: John Watters, US-amerikanischer Leichtathlet (* 1903)
- 05. August: Paul Henrichsen, norwegischer Radrennfahrer (* 1893)
- 06. August: George Duller, britischer Jockey und Automobilrennfahrer (* 1891)
- 06. August: David Gaul, US-amerikanischer Schwimmer (* 1886)
- 07. August: Dink Templeton, US-amerikanischer Rugby-Union-Spieler, Leichtathlet und Leichtathletiktrainer (* 1897)
- 09. August: Hendrik de Iongh, niederländischer Fechter (* 1877)
- 09. August: Poul Nielsen, dänischer Fußballspieler (* 1891)
- 12. August: Henri Arthus, französischer Segler (* 1872)
- 12. August: Mabel Parton, englische Tennisspielerin (* 1881)
- 14. August: Paul McDowell, US-amerikanischer Ruderer (* 1905)
- 17. August: Nils Linde, schwedischer Hammerwerfer (* 1890)
- 22. August: Charles Rigoulot, französischer Gewichtheber, Automobilrennfahrer und Ringer (* 1903)
- 25. August: Stanley Kratkowski, US-amerikanischer Gewichtheber (* 1912)
- 28. August: Léon Binoche, französischer Rugbyspieler (* 1878)
- 28. August: Frank Martin, schwedischer Reiter (* 1885)
- 30. August: Karel Kratz, niederländischer Wasserballspieler (* 1893)
- 000August: Jamie McLoughlin, US-amerikanischer Ruderer (* 1878)

### September
- 02. September: Frederik Hansen, dänischer Turner (* 1896)
- 03. September: Dorothy Brookshaw, kanadische Leichtathletin (* 1912)
- 06. September: Kashio Seiichirō, japanischer Tennisspieler (* 1892)
- 06. September: Ellen Osiier, dänische Fechterin (* 1890)
- 07. September: Frigyes Klug, ungarischer Fußballschiedsrichter und -funktionär (* 1887)
- 07. September: Graham Walker, britischer Motorradrennfahrer und Journalist (* 1896)
- 14. September: Willy Düskow, deutscher Ruderer (* 1879)
- 14. September: Fred Schule, US-amerikanischer Hürdenläufer (* 1879)
- 15. September: Vilmos Kertész, ungarischer Fußballspieler und - trainer (* 1890)
- 21. September: Manuel Andrada, argentinischer Polospieler (* 1890)
- 22. September: Michel Hemmerling, luxemburgischer Kunstturner (* 1889)
- 24. September: Bjørn Rasmussen, dänischer Fußballspieler (* 1885)
- 27. September: Christian Juhl, dänischer Turner (* 1898)
- 30. September: Anne de Borman, belgische Tennisspielerin (* 1881)
- 30. September: Karen Lachmann, dänische Fechterin und Sportfunktionärin (* 1916)

### Oktober
- 03. Oktober: Victor Sonnemans, belgischer Wasserballspieler (* 1874)
- 07. Oktober: Henri Oreiller, französischer Skirennläufer und Automobilrennfahrer (* 1925)
- 10. Oktober: Gordon Killick, britischer Ruderer (* 1899)
- 11. Oktober: Émile Poilvé, französischer Ringer (* 1903)
- 17. Oktober: János Wenk, ungarischer Schwimmer und Wasserballspieler (* 1894)
- 22. Oktober: Robert McAllister, US-amerikanischer Leichtathlet (* 1899)
- 23. Oktober: Jack Scales, britischer Automobilrennfahrer (* 1886)
- 25. Oktober: Louis Abell, US-amerikanischer Ruderer (* 1884)
- 26. Oktober: Armand Isaac-Bénédic, französischer Curlingspieler (* 1875)
- 27. Oktober: Otto Froitzheim, deutscher Tennisspieler (* 1884)

### November
- 01. November: Ricardo Rodríguez, mexikanischer Automobilrennfahrer (* 1942)
- 03. November: Antonius van Loon, niederländischer Tauzieher (* 1888)
- 10. November: Alfred Bruyenne, französischer Turner (* 1892)
- 10. November: Julius Lenhart, österreichischer Turner (* 1875)
- 11. November: Joseph Ruddy, US-amerikanischer Schwimmer und Wasserballspieler (* 1878)
- 19. November: Edy Reinalter, Schweizer Skirennläufer (* 1920)
- 21. November: Frank Amyot, kanadischer Kanute und Sportfunktionär (* 1904)
- 22. November: George Vernot, kanadischer Schwimmer (* 1901)
- 24. November: Forrest Smithson, US-amerikanischer Leichtathlet (* 1884)
- 24. November:  Jan van der Wiel, niederländischer Fechter (* 1892)
- 26. November: John George, britischer Leichtathlet (* 1882)
- 27. November: August Lass, estnischer Fußballtorhüter (* 1903)
- 30. November: Karl Kappler, deutscher Automobilrennfahrer (* 1891)

### Dezember
- 01. Dezember: Jørgen Ravn, dänischer Turner (* 1884)
- 03. Dezember: Colin Lewis, britischer Schwimmer (* 1882)
- 03. Dezember: Vilhelm Vett, dänischer Segler (* 1879)
- 04. Dezember: Pontus Hanson, schwedischer Schwimmer und Wasserballspieler (* 1894)
- 04. Dezember: Carl Larsen, dänischer Turner (* 1886)
- 06. Dezember: Otto Johannessen, norwegischer Turner (* 1894)
- 06. Dezember: Léonard Nuytens, belgischer Ruderer (* 1892)
- 09. Dezember: William Gayraud-Hirigoyen, französischer Rugbyspieler und -funktionär sowie Skeleton- und Bobsportler (* 1895)
- 10. Dezember: Herbert Kemmer, deutscher Hockeyspieler (* 1905)
- 15. Dezember: Jean Stern, französischer Degenfechter (* 1875)
- 16. Dezember: Thomas Cronan, US-amerikanischer Weit- und Dreispringer (* 1885)
- 17. Dezember: Herbert Haresnape, britischer Schwimmer und Wasserballspieler (* 1880)
- 21. Dezember: Asbjørn Bodahl, norwegischer Turner (* 1896)
- 21. Dezember: Gary Hocking, rhodesischer Motorradrennfahrer (* 1937)
- 21. Dezember: Emmerich Rath, deutsch-böhmischer Allround-Sportler (* 1883)
- 22. Dezember: Jules Pirard, französischer Turner (* 1885)
- 29. Dezember: József Keresztessy, ungarischer Turner (* 1885)

### Datum unbekannt
- Leopold Friedrich, österreichischer Gewichtheber (* 1898)
- Toni Zeller, deutscher Skilangläufer und Skispringer (* 1909)